# Tsum

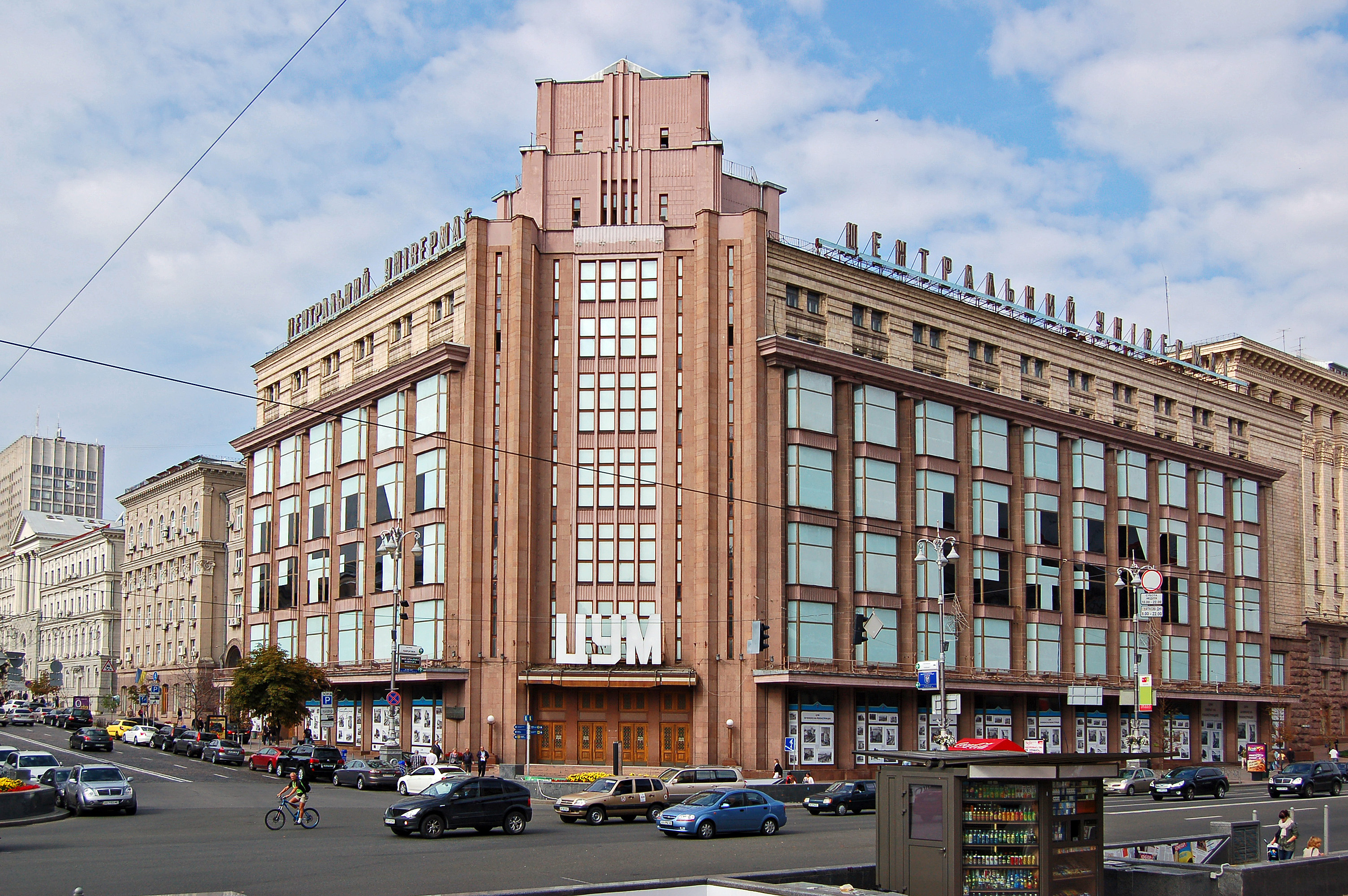
Het "TSUM" warenhuis in 2012

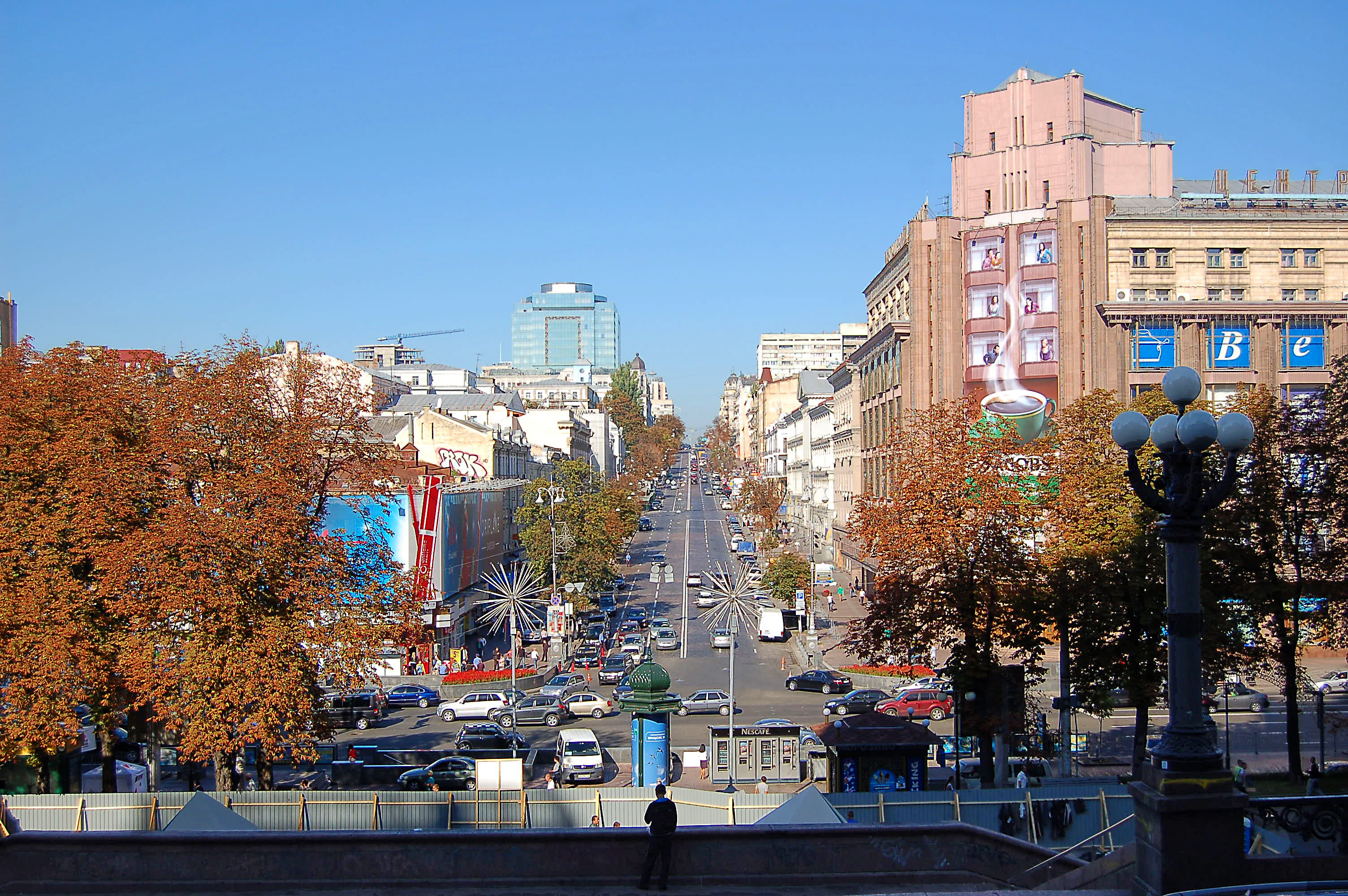
Het warenhuis tegenover Bohdan Khmelnitsky Street

Het Centrale Warenhuis "TSUM" (Oekraïens: ентра́льний універса́льний магази́н (ЦУМ)) is een luxe warenhuis dat is gevestigd in een monumentaal pand in het centrum van de Oekraïense hoofdstad Kiev.

## Locatie
TSUM is gelegen in het centrum van Kiev, op de hoek van Khreshchatyk - Bohdan-Khmelnyzkyj Street tegenover het woongebouw Khreschtschatyk 25 en naast het gebouw van de gemeenteraad van Kiev in het centrum van Kiev.

## Geschiedenis
Het TSUM-warenhuis werd gebouwd tussen 1936 en 1939 en werd geopend op 1 mei 1939. Het is gebouwd in een architectuurstijl die dicht bij het constructivisme ligt.
Tijdens de oorlog werd de winkel geplunderd, maar liep het gebouw zelf liep weinig schade op. Het gebouw werd vanaf 2012 gerenoveerd, waarbij de winkelruimte is verdubbeld tot 37.740m².
Ter gelegenheid van het 80-jarig jubileum van TSUM is de documentaire TSUM 80 gemaakt. Hierin vertellen historici, ontwerpers en medewerkers hoe TSUM geworden is tot wat het nu is. Het idee voor de film ontstond in februari 2019 nadat het besluit was genomen om een van de oude etalages ter gelegenheid van het warenhuisjubileum na te bouwen opnieuw. Hierbij werden archieffoto's en herinneringen van voormalige medewerkers uit het midden van de jaren 1960, die daarop gebruikt werden.